# 김지애 (쇼핑호스트)
김지애(1976년 5월 14일 ~)는 대한민국의 쇼핑호스트이다.

## 학력
- 1998 ~ 2001 단국대학교 연극영화학과 (졸업)
- 1994 ~ 1996 서울예술전문대학 방송연예과 전문학사 (졸업)

## 경력
- 2001.12~ 롯데홈쇼핑 쇼핑호스트